# Уотерхаус, Агнесса
Агнесса Уотерхаус (англ. Agnes Waterhouse), также известная как Мать Уотерхаус (англ. Mother Waterhouse, ок. 1503 — 29 июля 1566) — первая женщина, казнённая за колдовство в Англии.
В 1566 году её обвинили в колдовстве вместе с двумя другими женщинами: Элизабет Фрэнсис и Джоан Уотерхаус. Все три женщины были из одной деревни Хэтфилд Певерел. Она призналась, что была ведьмой и что её фамильяром был кот (позже превратившийся в жабу) по имени Сатана, который изначально принадлежал Элизабет Фрэнсис. Агнес предстала перед судом в Челмсфорде, Эссекс, Англия, в 1566 году за использование колдовства, чтобы вызвать болезнь Уильяма Финна, который умер 1 ноября 1565 года. Ей также было предъявлено обвинение в использовании колдовства для убийства скота, причинения болезни, а также в доведении до смерти мужа. Её восемнадцатилетняя дочь Джоан Уотерхаус также была обвинена (но признана невиновной) в том же преступлении. Показания Джоан Уотерхаус в конечном итоге помогли осудить двух других женщин. Агнес была повешена и стала первой женщиной, казнённой за колдовство в Англии.

## Суд
Информация о судебном процессе над Агнес Уотерхаус записана в брошюре 1566 года под названием «Допрос и признание некоторых ведьм в Ченсфорде в графстве Эссекс перед судьями королевских величеств XXVI день июля 1566 года». Брошюра была написана Джоном Филлипсом и, хотя и не в полном объёме, содержит показания трёх женщин, обвинённых в том, что они ведьмы. Во время первого допроса присутствовали преподобный Томас Коул и сэр Джон Фортескью. Сэр Гилберт Джерард, поверенный королевы, и Джон Сауткот, судья королевской скамьи, присутствовали на втором допросе. Присутствие всех этих мужчин говорит о том, что дело считалось необычайно важным.
Во время суда Элизабет Фрэнсис была допрошена первой. Она призналась, что владеет фамильяром, белым пятнистым котом по имени Сатана (Satan или Sathan). Элизабет Фрэнсис получила кота от своей бабушки, матери Евы из Хэтфилда Певерелла, которая научила её колдовству, когда Элизабет было двенадцать лет. Элизабет Фрэнсис держала кота пятнадцать или шестнадцать лет, прежде чем отдать его Агнес Уотерхаус. По словам Элизабет Фрэнсис, кот разговаривал с ней странным глухим голосом и готов был на всё ради неё в обмен на каплю крови. Она призналась в краже овец и убийстве нескольких человек, в том числе богатого человека Эндрю Байлза, который не женился на ней после того, как она забеременела от него. Фрэнсис также сказала, что кот подсказал ей, какие травы пить, чтобы прервать беременность. Позже, после того, как Фрэнсис вышла замуж, она была несчастна и повелела коту убить её шестимесячную дочь и сделать её мужа хромым. Признания, которые сделала Элизабет Фрэнсис, значительно расширили масштаб её преступлений. Элизабет Фрэнсис была обвинена первой, и именно она обвинила Агнес Уотерхаус. Ей дали более мягкий приговор, но тринадцать лет спустя её повесили после повторного осуждения. Более поздняя брошюра о судебном процессе 1579 года показывает, что Элизабет Фрэнсис и Агнес Уотерхаус были сёстрами.
Элизабет Фрэнсис отдала кота Сатану Агнес Уотерхаус в обмен на пирог. Сообщается, что она научила её колдовству, как её раньше наставляла её бабушка, Мать Ева, сказав ей, что «она должна называть его Сатаной и давать ему свою кровь и молоко, как и раньше». Агнес Уотерхаус призналась, что сначала заставила кота убить одну из её свиней, чтобы «посмотреть, что он может сделать», до того, как после споров с соседями убили их коров и гусей. Она держала кота в горшке, выстланном шерстью, но хотела использовать эту шерсть, поэтому якобы превратила фамильяра в жабу. Другие источники сообщают, что кот превратился в жабу. Агнес отрицала, что ей когда-либо удавалось убить кого-либо с помощью колдовства, но была признана виновной.
Далее Джоан Уотерхаус показала, что однажды она пыталась «тренировать» кота, пока её мать отсутствовала. Соседский ребенок Агнес Браун отказала Джоан Уотерхаус в куске хлеба и сыра, и она обратилась за помощью к жабе. Она рассказала, как жаба пообещала ей помочь, если она отдаст свою душу, что она и сделала, а потом жаба якобы преследовала Агнес Браун в образе пса с рогами. Джоан Уотерхаус не утверждала, что пользовалась сверхъестественными услугами кота в какой-либо значительной степени, но, свидетельствуя о её существовании, помогла осудить двух других женщин.
Главное доказательство против Агнес Уотерхаус было получено от двенадцатилетней соседки Агнес Браун. В своих показаниях Агнес Браун описала демона как чёрного пса с обезьяньей мордой, коротким хвостом, цепью и серебряным свистком на шее и парой рогов на голове. Она сказала, что при их первой встрече он попросил у неё немного масла, в котором она ему отказала, поэтому пёс, у которой был ключ от двери молочного домика, открыл дверь и взял немного масла. Ребёнок показал, что пёс позже вернулся в последний раз с ножом и угрожал убить её, говоря, что «он воткнет свой нож мне в сердце, и он заставит меня умереть». Самой компрометирующей уликой был рассказ Агнес Браун о том, как она спросила пса, кто его «дама», на что он покачал головой в сторону дома Агнес Уотерхаус.

## Окончательные признания и казнь
29 июля 1566 года, через два дня после завершения судебного процесса, Агнес Уотерхаус была казнена. Перед казнью она раскаялась и попросила прощения у Бога. Она также призналась, что пыталась подослать кота, чтобы он навредил и испортил вещи её соседа, портного по имени Уордол. Однако это было неудачным, потому что Уордол был очень силён в вере. На вопрос о своих церковных привычках Агнес Уотерхаус сказала, что она часто молится, но всегда на латыни, потому что кот запрещает ей молиться на английском языке.

## Память
Процесс в Челмсфорде был типичным для английского колдовства абсурдностью обвинений и упором на знакомых. Этот судебный процесс привёл к первым наказаниям и казням за колдовство в Англии, а также вдохновил на создание первой из многих брошюр как на тему колдовства, так и на конкретные судебные процессы, которые составляют важный источник верований в колдовство.
Эскиз «Матери Уотерхаус» находится в книге, описывающей судебный процесс, в библиотеке Ламбетского дворца.
Агнес Уотерхаус — фигура в инсталляции Джуди Чикаго «Званый ужин», представленная как одно из 999 имён на «Этаже наследия».